# Малтинский, Леор
Леор Малтинский (род. 11 ноября 1976, Тель-Авив) — израильский скрипач.

## Биография
Окончил школу музыки Индианского университета, затем занимался также в Джульярдской школе и Консерватории Пибоди.
В 1995 г. занял четвёртое место на Международном конкурсе скрипачей имени Паганини, в 1999 г. первенствовал на Международном конкурсе имени Карла Нильсена в тот единственный год, когда он проводился в Нью-Йорке. Скрипичный концерт Нильсена в исполнении Малтинского и в дальнейшем относили к числу удач музыканта. С 2003 г. играл в Симфоническом оркестре Сан-Франциско.